# 조비안 유로파 궤도선
조비안 유로파 궤도선(영어: Jovian Europa Orbiter, JEO)은 유럽 우주국이 목성의 위성인 유로파를 연구하기 위해서 추진했었고, 실현 가능성이 있었던 우주 탐사선이다. 탐사선은 유로파를 돌면서 정보를 얻기로 계획되었었고, 목성 통신 중계선(JRS)과 목성 미니셋 탐사선(JME)과의 연결에도 사용될 예정이었다.
조비안 유로파 궤도선은 유럽 우주국의 기술 참조 연구(Technology Reference Studies)의 일부였지만, 2007년 유로파 목성계 임무와 함께 유럽 우주국의 "Cosmic Vision" 계획으로 모두 대체되어 취소되었다.